# NGC 233
NGC 233 ist eine elliptische Galaxie vom Hubble-Typ E0 im Sternbild Andromeda am Nordsternhimmel. Sie ist schätzungsweise 250 Millionen Lichtjahre von der Milchstraße entfernt und hat einen Durchmesser von etwa 85.000 Lichtjahren. 

Im selben Himmelsareal befinden sich u. a. die Galaxien NGC 243 und IC 43.
Das Objekt wurde am 11. September 1784 von dem deutsch-britischen Astronomen Wilhelm Herschel entdeckt.